# Per-Axel Nobel
Per-Axel Gunnar Nobel, född 6 oktober 1907 i Västra Frölunda församling, Göteborgs och Bohus län, död 19 maj 1990 i Vänersborg, var en svensk arkitekt.
Nobel, som var son till ingenjör Johan A. Nobel och Maria Sjöberg, utexaminerades från Kungliga Tekniska högskolan 1931. Han var anställd på Kooperativa förbundets arkitektkontor, Karolinska sjukhusbygget, vid Byggnadsstyrelsen 1942–1943, länsarkitektassistent i Stockholms län och byggnadskonsulent i Saltsjöbadens köping 1943–1946 samt länsarkitekt i Älvsborgs län 1950–1964 (biträdande 1946). Per-Axel Nobel är begravd på Strandkyrkogården, Vänersborg.